# カイル・ロツカー
カイル・S・ロツカー（Kyle S. Lotzkar , 1989年10月24日 - ）は、カナダ連邦ブリティッシュコロンビア州デルタ出身のプロ野球選手(投手)。

## 経歴

### プロ入りとレッズ傘下時代
2007年のMLBドラフトでシンシナティ・レッズからドラフト1巡目(全体53位)で指名され入団。
2009年、第2回WBCのカナダ代表の候補に選ばれたが、最終メンバーには選ばれなかった。
シーズンでは、トミー・ジョン手術を受け全休した。
2011年オフに40人枠入りを果たした。オフの9月16日に第39回IBAFワールドカップとグアダラハラパンアメリカン競技大会の野球カナダ代表に選出された。
2013年9月16日、DFAとなり、9月24日に解雇された。

### レンジャーズ傘下時代
2013年10月23日にテキサス・レンジャーズとマイナー契約を結んだ。
2015年6月17日に2015年パンアメリカン競技大会の男子野球カナダ代表に選出された。チームは2大会連続2度目の優勝を果たし、金メダルを獲得した。
オフの10月20日に第1回WBSCプレミア12のカナダ代表に選出された。

## 選手としての特徴
球種は、フォーシーム、ツーシーム、スライダー、チェンジアップなどを主に投げる。

## 詳細情報

### 代表歴
- 2011 IBAFワールドカップ カナダ代表
- 2011年パンアメリカン競技大会野球カナダ代表
- 2015年パンアメリカン競技大会男子野球カナダ代表
- 2015 WBSCプレミア12 カナダ代表